# ドロシー・ケニヨン
ドロシー・ケニヨン（Dorothy Kenyon、1888年2月17日 - 1972年2月12日）は、ニューヨーク州弁護士、判事、フェミニスト、政治活動家（自由権の支持）であった人物である。1950年代の赤狩り（マッカーシズム）の際は、28の共産主義系団体との関係性について追及された。ケニヨンはカリスマ的な講演者であり、自由権、法、女性の平等についてアメリカ中で講演を行っていた。

## 略歴
ケニヨンはマリア・ウェリントンとウィリアム・ヒューストン・ケニヨン（知的財産専門の弁護士）の子としてニューヨーク市に生まれた。マンハッタンのアッパーウエストサイドで育ち、夏季にはコネチカット州レイクビルにあった別荘で過ごした。1904年にニューヨーク州ブロンクスにあるHorace Mann Schoolを卒業し、1908年にマサチューセッツ州ノーサンプトンにあるスミス大学にて経済学と歴史学を学び卒業した。Smith Collegeに在学中はフィールドホッケーやテニスに興じ、更にアメリカの学術系名誉団体であるファイ・ベータ・カッパの会員にも選出された。ケニヨン自身としては、1908年から1913年の間を"人付き合いの良い人"として浪費してしまったと感じていると述べていた"。その後メキシコで1年間を過ごした際に貧困と不正義を間近に見て、社会活動に焦点を当てようと決めた。1917年にニューヨーク大学法科大学院を卒業し、同年ニューヨーク弁護士試験に合格、ニューヨーク州弁護士となった。